# Izaak (Położenski)
Izaak, imię świeckie Joann Kalinnikowicz Położenski (ur. 11 stycznia?/23 stycznia 1828, zm. 29 kwietnia?/11 maja 1894) – rosyjski biskup prawosławny.

## Życiorys
Był synem duchownego służącego w eparchii petersburskiej. W 1849 ukończył seminarium duchowne w Petersburgu, a następnie podjął studia w Petersburskiej Akademii Duchownej. Będąc jej studentem, 14 września 1851 złożył wieczyste śluby mnisze. W 1853 ukończył studia, uzyskując tytuł magistra nauk teologicznych.
Od 1853 do 1856 nadzorował działalność borowickiej szkoły duchownej, następnie przez rok – analogicznej placówki działającej przy Monasterze Cyrylo-Biełozierskim. Od 1857 wykładał w seminarium duchownym w Nowogrodzie. 14 marca 1858 otrzymał godność archimandryty i został zatrudniony w seminarium duchownym w Stawropolu jako jego inspektor. Od 1863 był rektorem Kaukaskiego Seminarium Duchownego.
9 maja 1871 miała miejsce jego chirotonia na biskupa mozdockiego, wikariusza eparchii kaukaskiej. Po dziesięciu latach przeniesiony na katedrę jenisejską i krasnojarską. W 1886 został z kolei biskupem tomskim i siemipałatyńskim. W latach 1891–1892 był biskupem kiszyniowskim i chocimskim. Prowadził działalność misyjną wśród etnicznych ludów Syberii oraz Mołdawian w eparchii kiszyniowskiej. Cieszył się popularnością wśród wiernych.
W listopadzie 1892 otrzymał nominację na biskupa astrachańskiego i jenotajewskiego. Choroba uniemożliwiła mu jednak objęcie obowiązków. 19 grudnia 1892 Świątobliwy Synod Rządzący przeniósł go w stan spoczynku i zezwolił na zamieszkanie w Monasterze Herbowieckim. Od 1893 był przełożonym monasteru w Tichwinie, gdzie rok później zmarł.
Autor pracy poświęconej metropolicie riazańskiemu Stefanowi (Jaworskiemu).